# خدایان جنگ زنده
«خدایان جنگ زنده » آلبومی از منووار است که در سال ۲۰۰۷ میلادی منتشر شد.